# Rösler & Jauernig

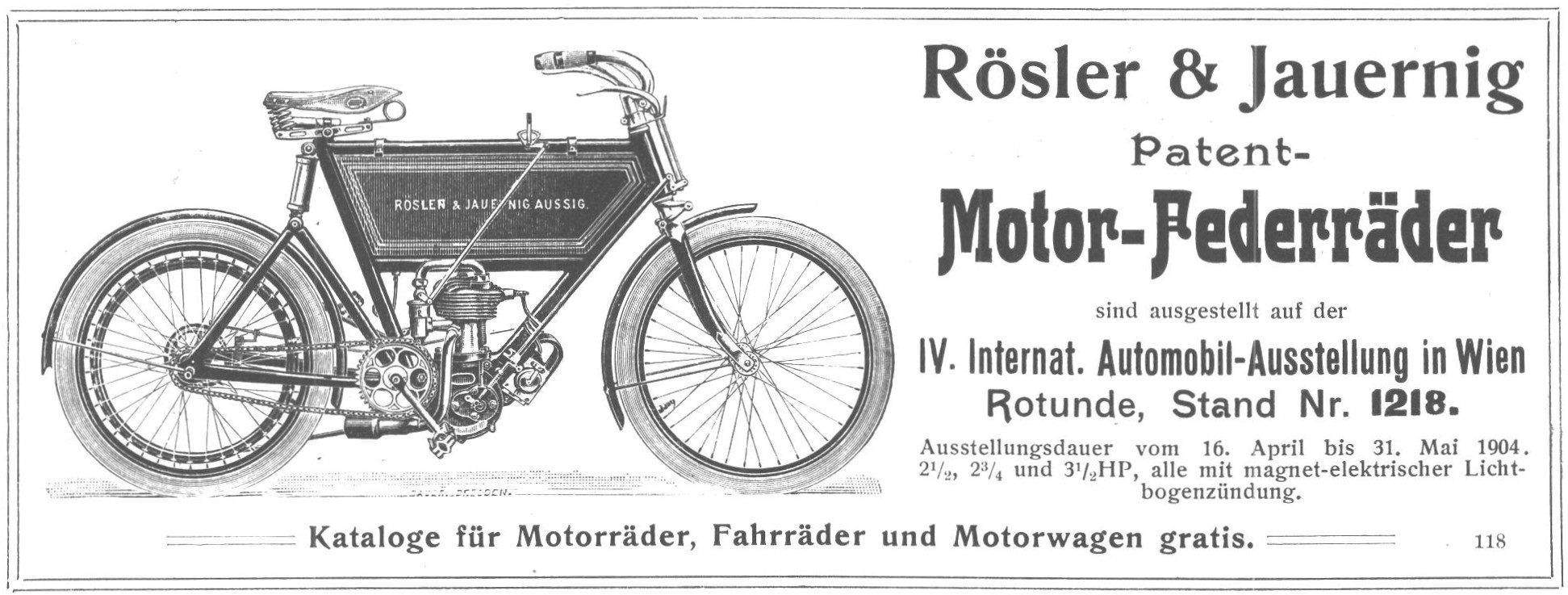
Anzeige von 1904

Rösler & Jauernig war ein Hersteller von Fahrrädern, Motorrädern und Automobilen sowie Automobilhändler aus Österreich-Ungarn.

## Unternehmensgeschichte
Das Unternehmen wurde in der zweiten Hälfte des 19. Jahrhunderts in Ústí nad Labem gegründet. Später lautete der Firmenzusatz Fahrrad- und Motorfahrzeug-Fabrik und ab etwa 1906 Fahrrad-, Motorrad- und Motorwagenfabrik. Das Unternehmen verkaufte Autos von Adler, Clément-Bayard, Darracq, De Dietrich, De Dion-Bouton, Gardner-Serpollet, Georges Richard, Gobron-Brillié, Mercedes, NAG, Panhard & Levassor, Peugeot, Renault und Rochet-Schneider.
Im 20. Jahrhundert begann die Produktion von Fahrrädern, 1902 die von Motorrädern sowie 1904 oder 1906 die von Automobilen. Der Markenname lautete Rösler & Jauernig. Der Export erfolgte auch nach Deutschland. Zu der Zeit gehörte das Unternehmen Emil und Rudolf Fehres und beschäftigte 70 bis 90 Mitarbeiter. 1908 endete die Produktion.
1926 waren in der Tschechoslowakei noch sechs Fahrzeuge dieser Marke registriert.

## Automobile
Bei den Fahrzeugen handelte es sich um Kleinwagen. Ein Modell verfügte über einen Motor mit 3,5 PS Leistung. Das Fahrzeug wog 240 kg. Der Neupreis betrug 3000 Kronen. Das größere Modell hatte einen Motor mit 6 PS Leistung, wog 300 kg und kostete 4500 Kronen.